# Château de Louvagny
Le château de Louvagny est un édifice situé sur le territoire de la commune de Louvagny dans le département français du Calvados.

## Localisation
Le monument est situé dans le département français du Calvados, à Louvagny, à 50 m à l'ouest de l'église Saint-Germain.

## Historique
Un château existe à cet endroit au XIIe siècle, dont subsistent des vestiges.
La seigneurie est vendue en 1595 à Louis de Beaurepaire, famille dont les descendants restent les propriétaires du château à la fin du XXe siècle.
Louis XIV autorise l'érection d'un château en 1651. Le château actuel est daté du XVIIe siècle et du XVIIIe siècle.
Le comte procède vers 1840 à des essais agronomiques sur ses terres afin d'en faire bénéficier sa commune.
Le domaine fait l'objet d'une inscription comme monument historique depuis le 10 août 1977 :  les façades et les toitures du château et d'un bâtiment du XVIIe siècle dans le parc, la porte de l'ancien pont-levis, l'escalier intérieur avec sa rampe en fer forgé, le grand salon, la salle à manger, la porte romane de l'église de Pont remontée dans le parc. Un arrêté du 6 avril 2006 complète le précédent en protégeant l'assiette des sols avec le réseau hydraulique, la cour d'honneur et les façades et toitures des communs.

## Architecture
Le château est bâti au sein d'un parc d'environ 100 ha clos de murs.
Une tour ronde subsiste du château médiéval et réunit deux bâtiments.
Le logis du XVIIIe siècle est ordonnancé de manière symétrique et le pavillon oriental conserve des éléments du XVIIe siècle en particulier une porte et des cheminées.
L'église Saint-Pierre de Pont a été détruite à la suite de la fusion des deux communes de Pont et Vendeuvre, mais son portail roman a été remonté dans le parc du château de Louvagny.

Gravure de 1839.
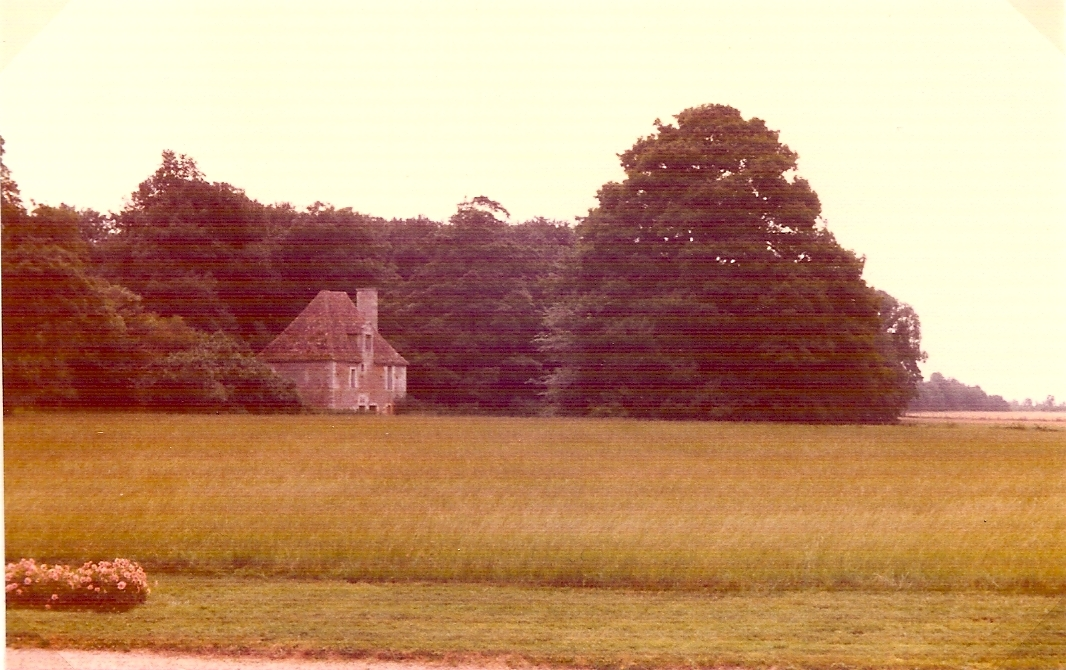
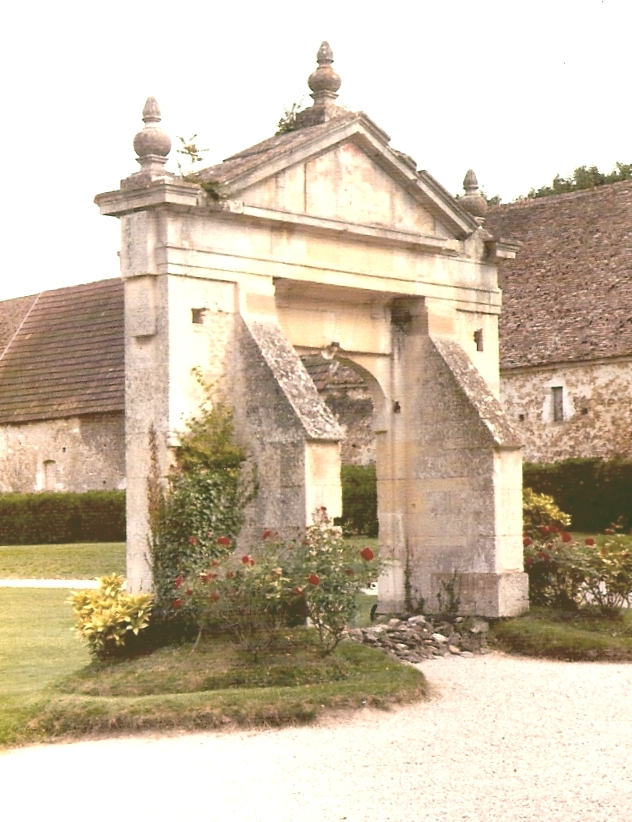